# Arhynchobatidae
Arhynchobatidae é uma família de raias com onze géneros reconhecidos:
Arhynchobatis Waite, 1909
Atlantoraja Menni, 1972
Bathyraja Ishiyama, 1958
Irolita Whitley, 1931
Notoraja Ishiyama, 1958
Pavoraja Whitley, 1939
Psammobatis Günther, 187
Pseudoraja Bigelow and Schroeder, 1954
Rhinoraja Ishiyama, 1952
Rioraja Whitley, 1939
Sympterygia Müller and Henle, 1837
A FishBase não reconhece esta família e lista as espécies pertencentes a estes géneros na família Rajidae.